# Lijst van voetbalinterlands Bulgarije - Roemenië
Deze lijst van voetbalinterlands is een overzicht van alle officiële voetbalwedstrijden tussen de nationale teams van Bulgarije en Roemenië. De landen hebben tot op heden 34 keer tegen elkaar gespeeld. De eerste ontmoeting was een vriendschappelijke wedstrijd in Sofia op 31 mei 1925. Het laatste duel, eveneens een vriendschappelijke wedstrijd, werd gespeeld op 4 juni 2024 in Boekarest.

## Wedstrijden
| №  | Plaats         | Datum             | Competitie           | Wedstrijd            | Uitslag |
| -- | -------------- | ----------------- | -------------------- | -------------------- | ------- |
| 1  | Sofia          | 31 mei 1925       | Vriendschappelijk    | Bulgarije − Roemenië | 2 − 4   |
| 2  | Boekarest      | 25 april 1926     | Vriendschappelijk    | Roemenië − Bulgarije | 6 − 1   |
| 3  | Boekarest      | 21 april 1929     | Vriendschappelijk    | Roemenië − Bulgarije | 3 − 0   |
| 4  | Sofia          | 15 september 1929 | Vriendschappelijk    | Bulgarije − Roemenië | 2 − 3   |
| 5  | Sofia          | 12 oktober 1930   | Vriendschappelijk    | Bulgarije − Roemenië | 5 − 2   |
| 6  | Boekarest      | 10 mei 1931       | Vriendschappelijk    | Roemenië − Bulgarije | 5 − 2   |
| 7  | Belgrado       | 26 juni 1932      | Vriendschappelijk    | Bulgarije − Roemenië | 2 − 0   |
| 8  | Boekarest      | 4 juni 1933       | Vriendschappelijk    | Roemenië − Bulgarije | 7 − 0   |
| 9  | Athene         | 30 december 1934  | Vriendschappelijk    | Bulgarije − Roemenië | 2 − 3   |
| 10 | Sofia          | 19 juni 1935      | Vriendschappelijk    | Bulgarije − Roemenië | 4 − 0   |
| 11 | Boekarest      | 24 mei 1936       | Vriendschappelijk    | Roemenië − Bulgarije | 4 − 1   |
| 12 | Tirana         | 8 oktober 1946    | Vriendschappelijk    | Bulgarije − Roemenië | 2 − 2   |
| 13 | Sofia          | 6 juli 1947       | Vriendschappelijk    | Bulgarije − Roemenië | 2 − 3   |
| 14 | Boekarest      | 20 juni 1948      | Vriendschappelijk    | Roemenië − Bulgarije | 3 − 2   |
| 15 | Boekarest      | 28 juni 1953      | WK 1954 kwalificatie | Roemenië − Bulgarije | 3 − 1   |
| 16 | Sofia          | 11 oktober 1953   | WK 1954 kwalificatie | Bulgarije − Roemenië | 1 − 2   |
| 17 | Boekarest      | 9 oktober 1955    | Vriendschappelijk    | Roemenië − Bulgarije | 1 − 1   |
| 18 | Sofia          | 10 september 1956 | Vriendschappelijk    | Bulgarije − Roemenië | 2 − 0   |
| 19 | Sofia          | 25 september 1974 | Vriendschappelijk    | Bulgarije − Roemenië | 0 − 0   |
| 20 | Veliko Tarnovo | 12 mei 1976       | Vriendschappelijk    | Bulgarije − Roemenië | 1 − 0   |
| 21 | Boekarest      | 28 november 1976  | Vriendschappelijk    | Roemenië − Bulgarije | 3 − 2   |
| 22 | Boekarest      | 3 mei 1978        | Vriendschappelijk    | Roemenië − Bulgarije | 2 − 0   |
| 23 | Sofia          | 31 mei 1978       | Vriendschappelijk    | Bulgarije − Roemenië | 1 − 1   |
| 24 | Varna          | 10 september 1980 | Vriendschappelijk    | Bulgarije − Roemenië | 1 − 2   |
| 25 | Boekarest      | 9 september 1981  | Vriendschappelijk    | Roemenië − Bulgarije | 1 − 2   |
| 26 | Roese          | 14 april 1982     | Vriendschappelijk    | Bulgarije − Roemenië | 1 − 2   |
| 27 | Sofia          | 19 oktober 1988   | WK 1990 kwalificatie | Bulgarije − Roemenië | 1 − 3   |
| 28 | Boekarest      | 17 mei 1989       | WK 1990 kwalificatie | Roemenië − Bulgarije | 1 − 0   |
| 29 | Boekarest      | 17 oktober 1990   | EK 1992 kwalificatie | Roemenië − Bulgarije | 0 − 3   |
| 30 | Sofia          | 20 november 1991  | EK 1992 kwalificatie | Bulgarije − Roemenië | 1 − 1   |
| 31 | Newcastle      | 13 juni 1996      | EK 1996              | Bulgarije − Roemenië | 1 − 0   |
| 32 | Constanța      | 2 september 2006  | EK 2008 kwalificatie | Roemenië − Bulgarije | 2 − 2   |
| 33 | Sofia          | 17 november 2007  | EK 2008 kwalificatie | Bulgarije − Roemenië | 1 − 0   |
| 34 | Boekarest      | 4 juni 2024       | Vriendschappelijk    | Roemenië − Bulgarije | 0 − 0   |

## Samenvatting
| Competitie        | Totaal gespeeld | Winst Bulgarije | Gelijk | Winst Roemenië | Doelsaldo Bulgarije – Roemenië |
| ----------------- | --------------- | --------------- | ------ | -------------- | ------------------------------ |
| WK-kwalificatie   | 4               | 0               | 0      | 4              | 3 − 9                          |
| EK-eindronde      | 1               | 1               | 0      | 0              | 1 − 0                          |
| EK-kwalificatie   | 4               | 2               | 2      | 0              | 7 − 3                          |
| Vriendschappelijk | 25              | 6               | 5      | 14             | 38 − 57                        |
| Totaal            | 34              | 9               | 7      | 18             | 49 − 69                        |

Wedstrijden bepaald door strafschoppen worden, in lijn met de FIFA, als een gelijkspel gerekend.

## Details

### 31ste ontmoeting
| EK 1996 (Newcastle, Engeland, 13 juni 1996): |              | |
| Bulgarije | 1 – 0        | Roemenië |
| Christo Stoitsjkov 3' | goals        | |
| Dimitar Penev | bondscoach   | Anghel Iordănescu |
| Borislav Michailov Radostin Kishishev Trifon Ivanov Tzanko Tzvetanov Ivailo Yordanov Yordan Lechkov 90' Zlatko Yankov Krasimir Balakov Ljoeboslav Penev 72' Emil Kostadinov 33' Christo Stoitsjkov | opstellingen | Bogdan Stelea Dan Petrescu 46' Ioan Lupescu 77' Gheorghe Popescu Daniel Prodan Miodrag Belodedici Dorinel Munteanu Tibor Selymes 28' Marius Lăcătuș Gheorghe Hagi Florin Răducioiu |
| Daniel Borimirov 33' Nasko Sirakov 72' Boncho Genchev 90' | wissels      | 28' Viorel Moldovan 46' Constantin Gâlcă 77' Adrian Ilie |
| Radostin Kishishev 48' Tzanko Tzvetanov 64' | gele kaarten | |